# メルヌシュ・ハディミ
メルヌシュ・ハディミ（Mehrnoosh Ghadimi）は、イラン出身の地球物理学者で、ヘルシンキ大学地球科学地理学部の客員研究員である。彼女は2016年からECHOLABとデイビッド・ウィップ准教授との共同研究を始めた。彼女の研究分野は、地球物理学、地球力学モデリング、数値モデリングなどである。

## 経歴
彼女はイランのテヘランで生まれ、テヘラン大学で物理学を学んだ。その後、イタリアのトリエステ大学で地球物理学の修士号を取得した。彼女は2010年から2014年まで、フランスのレンヌ第一大学で地球物理学の博士号を取得した。彼女の博士論文は、「アフリカ大陸内変動帯における地殻変形とマントル対流の相互作用」に関するものであった。
彼女は2014年から2016年まで、カナダのダルハウジー大学でポスドク研究員として働いた。彼女はそこで、東アフリカ大地溝帯における地殻変形とマントル対流の相互作用に関する研究を行った。彼女は2016年から、ヘルシンキ大学地球科学地理学部の客員研究員として働いている。彼女はそこで、ECHOLABとデイビッド・ウィップ准教授との共同研究を行っている。

## 研究
彼女の研究は、地球力学と数値モデリングを用いて、地殻変形とマントル対流の相互作用を理解することを目的としている。彼女は特に、アフリカ大陸内変動帯や東アフリカ大地溝帯などの活発なテクトニクス領域に興味を持っている。彼女はまた、高性能計算や機械学習などの新しい技術や手法を研究に応用することにも関心がある。
彼女はこれまでに、国際的なジャーナルや会議で多くの論文や発表を行ってきた。彼女はまた、国際的なコラボレーションや教育活動にも積極的に参加してきた。